# Sidi Tifour
Sidi Tifour è un comune dell'Algeria, situato nella provincia di El Bayadh.